# Campeonato Europeu de Ginástica Artística de 1965
O Campeonato Europeu de Ginástica Artística de 1965 teve suas competições femininas realizadas em Sófia, Bulgária, e as masculinas em Antuérpia, Bélgica.

## Eventos
- Individual geral masculino
- Solo masculino
- Barra fixa
- Barras paralelas
- Cavalo com alças
- Argolas
- Salto sobre a mesa masculino
- Individual geral feminino
- Trave
- Solo feminino
- Barras assimétricas
- Salto sobre a mesa feminino

## Medalhistas
| Evento              | Ouro                                       | Prata                                                      | Bronze                                                   |
| Masculino           |                                            |                                                            |                                                          |
| Individual geral    | ITA Franco Menichelli                      | URS Victor Lisitskiy                                       | URS Sergey Diomidov                                      |
| Solo                | ITA Franco Menichelli                      | URS Victor Lisitskiy YUG Miroslav Cerar                    | nenhum                                                   |
| Cavalo com alças    | URS Viktor Lisitskiy                       | YUG Miroslav Cerar                                         | URS Sergei Diomidov                                      |
| Argolas             | URS Viktor Lisitskiy ITA Franco Menichelli | nenhum                                                     | YUG Miroslav Cerar                                       |
| Salto sobre a mesa  | URS Viktor Lisitskiy                       | BUL Georgi Adamov FIN Raimo Heinonen                       | nenhum                                                   |
| Barras paralelas    | YUG Miroslav Cerar                         | ITA Franco Menichelli                                      | URS Sergey Diomidov FRG Erwin Köppe                      |
| Barra fixa          | YUG Miroslav Cerar                         | URS Viktor Lisitskiy                                       | URS Sergey Diomidov                                      |
| Feminino            |                                            |                                                            |                                                          |
| Individual geral    | TCH Vera Caslavska (38.899)                | URS Larissa Latynina (38.198)                              | GDR Birgit Radochla (37.998)                             |
| Salto sobre a mesa  | TCH Vera Caslavska (19,750)                | GDR Ute Starke (19,500)                                    | URS Larissa Latynina (19,366)                            |
| Barras assimétricas | TCH Vera Caslavska (19,633)                | URS Larissa Latynina (19,333)                              | BUL Maria Karachka (19,299)                              |
| Trave               | TCH Vera Caslavska (19,433)                | URS Larissa Latynina (19,299)                              | GDR Birgit Radochla (19,099) URS Larissa Petrik (19,099) |
| Solo                | TCH Vera Caslavska (19,333)                | URS Larissa Latynina (19,066) GDR Birgit Radochla (19,066) | nenhum                                                   |

## Quadro de medalhas
| Ordem | País               | Medalha de ouro | Medalha de prata | Medalha de bronze |    |
| ----- | ------------------ | --------------- | ---------------- | ----------------- | -- |
| 1     | Checoslováquia     | 5               |                  |                   | 5  |
| 2     | União Soviética    | 3               | 7                | 6                 | 16 |
| 3     | Itália             | 3               | 1                |                   | 4  |
| 4     | Iugoslávia         | 2               | 2                | 1                 | 5  |
| 5     | Alemanha Oriental  |                 | 2                | 2                 | 4  |
| 6     | Bulgária           |                 | 1                | 1                 | 2  |
| 7     | Finlândia          |                 | 1                |                   | 1  |
| 8     | Alemanha Ocidental |                 |                  | 1                 | 1  |
| TOTAL | TOTAL              | 13              | 14               | 11                | 38 |